# Thomas Gläser
Thomas Rudolf Heino Gläser (ur. 1945, zm. 3 marca 2011 w Barcelonie) – niemiecki dyplomata, konsul generalny Republiki Federalnej Niemiec w Strasburgu, a w latach 2005–2009 Konsul Generalny RFN w Krakowie. 
W służbach w niemieckim Ministerstwie Spraw Zagranicznych był od 1977 r., wcześniej uzyskał doktorat. Był pracownikiem centrali MSZ oraz ambasad w Seulu, Rabacie, Brnie, i Londynie. W Londynie Thomas Gläser uczestniczył w programie wymiany urzędników w brytyjskim Ministerstwie Spraw Zagranicznych, a potem został oddelegowany do Ambasady Niemiec. W następnych latach pracował jako konsul generalny w Strasburgu, a od 2005 roku do przejścia na emeryturę w 2009 r. był konsulem generalnym RFN w Krakowie. 
Podczas pełnienia misji konsularnej w Krakowie, angażował się w różnego rodzaju akcje społeczne i kulturalne, a także działał na rzecz pojednania polsko-niemieckiego i uczestniczył w akcjach przypominających o odpowiedzialności niemieckiej za zbrodnie popełnione w trakcie II wojny światowej. 